# بياريك كابل
بياريك كابل (بالفرنسية: Pierrick Capelle)‏ (15 أبريل 1987 في فرنسا - ) هو لاعب كرة قدم فرنسي في مركز الوسط. لعب مع نادي أنجيه ونادي كليرمونت 63 ونادي كويفيلي وCS Avion ‏.

## وصلات خارجية
- بياريك كابل على موقع رابطة كرة القدم الفرنسية للمحترفين (الإنجليزية)
- بياريك كابل على موقع قاعدة بيانات كرة القدم.إي يو (الإنجليزية)
- بياريك كابل على موقع ليكيب (الفرنسية)
- بياريك كابل على موقع Soccerway.com (الإنجليزية)
- بياريك كابل على موقع عالم كرة القدم.نت (الإنجليزية)